# Franz Joseph Dölger
Franz Joseph Dölger (* 18. Oktober 1879 in Sulzbach am Main; † 17. Oktober 1940 in Schweinfurt) war katholischer Theologe, Kirchenhistoriker, Religionswissenschaftler und Christlicher Archäologe.

## Leben
Nach dem Abitur 1898 am Neuen Gymnasium in Würzburg studierte er an der Universität Würzburg Theologie und empfing am 3. August 1902 die Priesterweihe. Es folgten Jahre als Kaplan in Amorbach und Würzburg. Neben der Seelsorgstätigkeit arbeitete er an seiner Dissertation Das Sakrament der Firmung historisch-dogmatisch dargestellt, aufgrund derer er am 18. Juni 1904 zum Dr. theol. promoviert wurde (gedruckt Wien 1906).
Bei der Arbeit an seiner Dissertation erkannte er, wie tief viele der Formen, in denen sich der neue christliche Glaube ausdrückte, im Boden seines nichtchristlichen Umfelds, sowohl des griechisch-römischen wie des jüdischen, verwurzelt waren. So trat er einen Studienaufenthalt in Rom als Stipendiat des Studienfonds Aschaffenburg im Winter und Frühjahr 1904/05 mit dem Ziel an, „eine klare Erkenntnis mitzubringen, wie sich das frühe Christentum mit der antiken Kultur auseinandergesetzt hat“. Diese Frage wurde zum Thema seiner wissenschaftlichen Lebensarbeit; er selbst spricht darüber kurz in der Einführung zu dem ersten der sechs Bände von „Antike und Christentum“, in denen er von 1929 bis zu seinem Tod sukzessive die Ergebnisse seiner Detailstudien veröffentlichte.
Nach seiner Rückkehr folgte erneut Seelsorgsdienst in Bad Kissingen, daneben bereitete er seine Habilitation vor, die am 12. Juli 1906 aufgrund der Arbeit Der Taufexorzismus im christlichen Altertum (erschienen unter dem Titel Der Exorzismus im altchristlichen Taufritual. Eine religionsgeschichtliche Studie [Paderborn 1909]) erfolgte. Mit seiner neuartigen Forschungsrichtung geriet Dölger in die Streitigkeiten um Modernismus und Reformkatholizismus, und so nahm er gern die Gelegenheit wahr, sich auf einer „Kaplanei“ am Campo Santo Teutonico in Rom den Anfeindungen zu entziehen und seine Forschungen voranzutreiben.
1912 wurde Dölger auf ein neuerrichtetes Extraordinariat für Allgemeine Religionsgeschichte und Vergleichende Religionswissenschaft in der Katholisch-theologischen Fakultät der Westfälischen Wilhelms-Universität in Münster berufen; 1918 wurde er zum Ordinarius für Alte Kirchengeschichte, Christliche Archäologie und Allgemeine Religionsgeschichte ernannt. Es folgten Berufungen an die Universitäten Breslau (1927–1929) und Bonn (1929 bis zu seinem Tod).
1925 wurde Dölger zum Mitglied der Päpstlichen Kommission für Christliche Archäologie, 1934 zum Mitglied der Pontificia Accademia Romana di Archeologia gewählt. Zur Vollendung seines 60. Lebensjahrs widmeten ihm seine Freunde und Schüler die Festschrift Pisciculi (Münster 1939; dort Schriftenverzeichnis).
Die von Dölger begonnene Erforschung der Auseinandersetzung zwischen und gegenseitigen Beeinflussung von entstehendem Christentum und es umgebenden nichtchristlichen Kulturen setzten seine Schüler Helmut Kruse und Theodor Klauser und der Leidener Latinist Jan Hendrik Waszink mit dem von ihnen begonnenen Reallexikon für Antike und Christentum fort, das jetzt im Franz Joseph Dölger-Institut der Universität Bonn weitergeführt wird.

## Veröffentlichungen (Auswahl)
- Das Sakrament der Firmung. Historisch-dogmatisch dargestellt (= Theologische Studien der Österreichischen Leo-Gesellschaft, Bd. 15). Mayer, Wien 1906 (Nachdruck: Sankt-Meinrad-Reprintverl. Esser, Sinzig 1990, ISBN 3-927593-15-X).
- Der Exorzismus im altchristlichen Taufritual. Eine religionsgeschichtliche Studie (= Studien zur Geschichte und Kultur des Altertums, Bd. 3, 1/2). Schöningh, Paderborn 1909 (Nachdruck: Johnson, New York 1967).
- Sphragis. Eine altchristliche Taufbezeichnung in ihren Beziehungen zur profanen und religiösen Kultur des Altertums (= Studien zur Geschichte und Kultur des Altertums, Bd. 5, 3/4). Schöningh, Paderborn 1911 (Nachdruck: Johnson, New York 1967).
- Die Sonne der Gerechtigkeit und der Schwarze. Eine religionsgeschichtliche Studie zum Taufgelöbnis (= Liturgiegeschichtliche Forschungen, Bd. 2). Aschendorff, Münster 1918 (3. Aufl. 1979, ISBN 3-402-03376-3).
- Sol salutis. Gebet und Gesang im christlichen Altertum; mit besonderer Rücksicht auf die Ostung in Gebet und Liturgie (= Liturgiegeschichtliche Forschungen, Bd. 4/5). Aschendorff, Münster 1920 (3. Aufl. 1972, ISBN 3-402-03387-9).
- Ichthys. Fünf Bände. Aschendorff, Münster 1922–1943.